# 17000 Медведєв
17000 Медведєв (17000 Medvedev) — астероїд головного поясу, відкритий 10 лютого 1999 року.
Тіссеранів параметр щодо Юпітера — 3,645.